# ادام دود
ادام دود (بالإنجليزية: Adam Dodd)‏ (14 مايو 1993 في المملكة المتحدة - ) هو لاعب كرة قدم بريطاني في مركز الوسط. لعب مع نادي بلاكبول وBamber Bridge F.C. ‏ ونادي ألترينتشام ونادي آير يونايتد.

## وصلات خارجية
- ادام دود على موقع قاعدة بيانات كرة القدم.إي يو (الإنجليزية)
- ادام دود على موقع Soccerbase.com (لاعب) (الإنجليزية)
- ادام دود على موقع Soccerway.com (الإنجليزية)